# 黃冊
黃冊又稱賦役黃冊，是明洪武十四年（1381年）開創的戶籍與賦役之法的制度。其在戶帖制度基礎上建立，因套用黃色封面，故總稱“黃冊”。黃冊以戶為單位，詳細登載鄉貫、姓名、年齡、丁口、田宅、資產等戶籍資料。

## 名稱由來
梁方仲整理兩種說法：一為因顏色取名；一為因字義取名。顏色的說法可見於《明史稿‧食貨志》：「冊凡四……冊面青紙，惟上戶部者黃紙，故謂之黃冊。」《後湖志》亦載：「總冊俱要以黃紙為殼面，其餘存留司、府、州、縣冊，只用青紙殼面。」另一個取字義的說法是依據唐代「黃、小、丁、中」之制，如張萱認為黃冊是宋齊時的「黃籍」所演變而來，在其著《疑耀》略云：「今世多不解黃字之義，余偶閱唐開元制，凡男女始生為黃，四歲為小，十六歲為中，二十有一為丁，六十為老。每歲一造計帖，三年一造戶籍，即今之黃冊也。謂之曰黃，亦自男女之始生登籍而名耳。」
據梁方仲考證的結果，認為黃冊實為取顏色之義，因宋齊的「黃籍」乃是「白籍」的對稱，西晉時北方的戶籍以竹簡製作，故稱「白籍」；南方用紙製作，故稱「黃籍」。陳寅恪亦補充說明，除紙質外，黃亦有黃舊之意，而白有白新之義，晉室東渡，流寓北方的人士持「白籍」可不納賦役，實施「土斷」後，斷其戶籍所屬，「白籍」被換為「黃籍」。但是欒成顯認為黃冊不是以顏色命名，並不同意此說。

## 實施
早在洪武三年（1370）年底，太祖即已詔令戶部，清查天下戶口（其時四川、雲南、遼東尚未納入版圖），到洪武十四年（1381）天下大定，太祖為建立一個永久性的戶口賦役制度，命令全國各郡縣編纂賦役黃冊，賦出於土田，役出於丁口，土田丁口皆歸於戶，故黃冊實為總計土田丁口的戶籍冊。

### 編造時間
黃冊每十年一大造，明朝共造過二十七次，第一次為洪武十四年(1381)，而後為洪武二十四年(1391)，永樂元年(1403)的大造與前次隔了十二年係因靖難之故，第四次為永樂十年(1412)，與前次僅隔九年，此後皆每隔十年一造。

## 編排內容
- 黃冊以一百一十戶為一里，推舉其中丁口、田糧最多的十戶戶長，在十年中輪流擔任里長，其餘的一百戶分成十甲，每甲十戶，此十戶戶長在十年中輪流甲首。。里長與甲首分別執行這一年中該里、該甲的差役，他們輪流的次序，都是根據丁糧多寡排定先後。

- 黃冊以一里為單位編成一冊，內容以編列戶口、徭役為主，但對每戶所擁有的田產，也分別記載舊管（原有多少田地）、新收（新買多少田地）、開除（買出多少田地）、實得（買賣加減之後，實有多少田地）四欄，稱作「四柱式」。

- 由於里甲中的每戶人家，丁糧數字時有變動，因此黃冊每十年要更造一次，重新根據丁糧多寡，派定下一個十年的里長、甲首，並排定他們輪流的先後次序。

- 黃冊照式樣編造四份，分別由戶部、布政司、府、縣各保存一份。保存在戶部的一份，冊面是用黃紙，因此稱為黃冊。

- 凡各戶之丁口、田塘山地、畜產，均各以其實自行呈報，再由州、縣正官查核，其有隱瞞作弊者處死。

朝廷對於戶冊編造，會派遣官員、監生加以查核，查到有問題的都會駁回重造，稱「駁語黃冊」。另外朝廷還要求軍戶，須編造「軍黃冊」（後期再增要編軍冊「兜底」、「類姓」、「類衛」三種），上繳兵部。還要求匠戶須編成「匠冊」，上繳工部。灶戶就要編成「灶冊」或「鹽冊」。明後期一條鞭法實行，賦役多從地畝起稅，令黃冊編造日趨失實，於是轉增魚鱗冊為賦役依據。

## 存本
上海圖書館藏有《嘉靖徽州府歙縣程玄信黃冊析戶冊底》。

### 引用
1. ↑  梁方仲，〈明代黃冊考〉，收入氏著，《梁方仲經濟史論文集》(北京：中華書局，1989)，頁269-296。
2. ↑  欒成顯，《明代黃冊研究(增訂版)》(北京：中國社會科學出版，1998)。
3. ↑  黃冊和魚鱗圖冊 （页面存档备份，存于） 雷家聖 中華民國教育部歷史文化學習網

### 書目
- 呂士朋：《明代史》
- 梁方仲：〈明代黃冊考〉，收入氏著，《梁方仲經濟史論文集》(北京：中華書局，1989)，頁269-296。(摘要鏈接 （页面存档备份，存于）)
- 欒成顯：《明代黃冊研究(增訂版)》(北京：中國社會科學出版，1998)。